# Красноармійський (Адигея)
Красноармійський (рос. Красноармейский; адиг. Дзэплъыжь) — хутір Тахтамукайського району Адигеї Росії. Входить до складу Шеджийського сільського поселення.
Населення — 50 осіб (2015 рік).